# M.A.I
«M.A.I» es una canción del cantante argentino Milo J. Se lanzó el 30 de noviembre como parte de su álbum de estudio debut 111.

## Lanzamiento
Fue lanzado el 30 de noviembre de 2023 a través de Dale Play Records con un video musical dirigido por Luca Piñeyro Travers y Galope, el productor musical Evlay.

## Posicionamiento en listas
| Listas (2023)                           | Mejor posición |
| --------------------------------------- | -------------- |
| Argentina (Billboard Argentina Hot 100) | 50             |